# Сильвестр Едді Паскуаль Ісрафілов
Сильвестр Едді Паскуаль Ісрафілов (нар. 2 серпня 1992, Рокетас-де-Мар, Іспанія) — азербайджанський футболіст, півзахисник футбольної команди «Ейбар» з однойменного міста.
Свою футбольну освіту розпочав у юнацькій академії «Мілану» у 2015 році. Згодом продовжив своє навчання у «Ла-Мохонера». У 2010 році його запросили приєднатися до юнацької школи команди «Реал Мурсія». До 2012 року грав у резервній команді «Реал Мурсія Імперіял» у третьому дивізіоні. 25 серпня 2012 року вперше виступив як професійний гравець у грі проти «Спортинґа» з міста Хіхон, яка закінчилася перемогою команди Сильвестра з рахунком 3-2. 
1 вересня 2014 року за умовами угоди про оренду молодого гравця відправили у розташування «Ґранади».
12 липня 2015 року знову перейшов в оренду до складу «Ейбара».

## Титули і досягнення
- Чемпіон Малайзії (1):

«Джохор Дарул Тазім»: 2024-25
- Володар Кубка Малайзії (1):

«Джохор Дарул Тазім»: 2024-25
- Володар Кубка Футбольної асоціації Малайзії (1):

«Джохор Дарул Тазім»: 2024
- Володар Суперкубка Малайзії (1):

«Джохор Дарул Тазім»: 2025